# 高小琼
高小琼（1953年—），河北玉田人，汉族，中华人民共和国政治人物、第十一届全国人民代表大会江西地区代表。
毕业于湖南财经学院金融专业，是中共党员。担任中国人民银行南昌中心支行行长。2008年起担任全国人大代表。